# Europäische Forsythie
Die Europäische Forsythie oder Balkan-Forsythie (Forsythia europaea) ist eine Pflanzenart in der Familie der Ölbaumgewächse (Oleaceae). Sie darf nicht mit der häufig in öffentlichen Grünanlagen und Gärten verwendeten und als Forsythie bezeichneten Hybride Forsythia × intermedia verwechselt werden. Forsythia europaea wird selten als Zierstrauch verwendet. Das natürliche Verbreitungsgebiet von Forsythia europaea liegt auf der Balkanhalbinsel. 

## Beschreibung

### Vegetative Merkmale

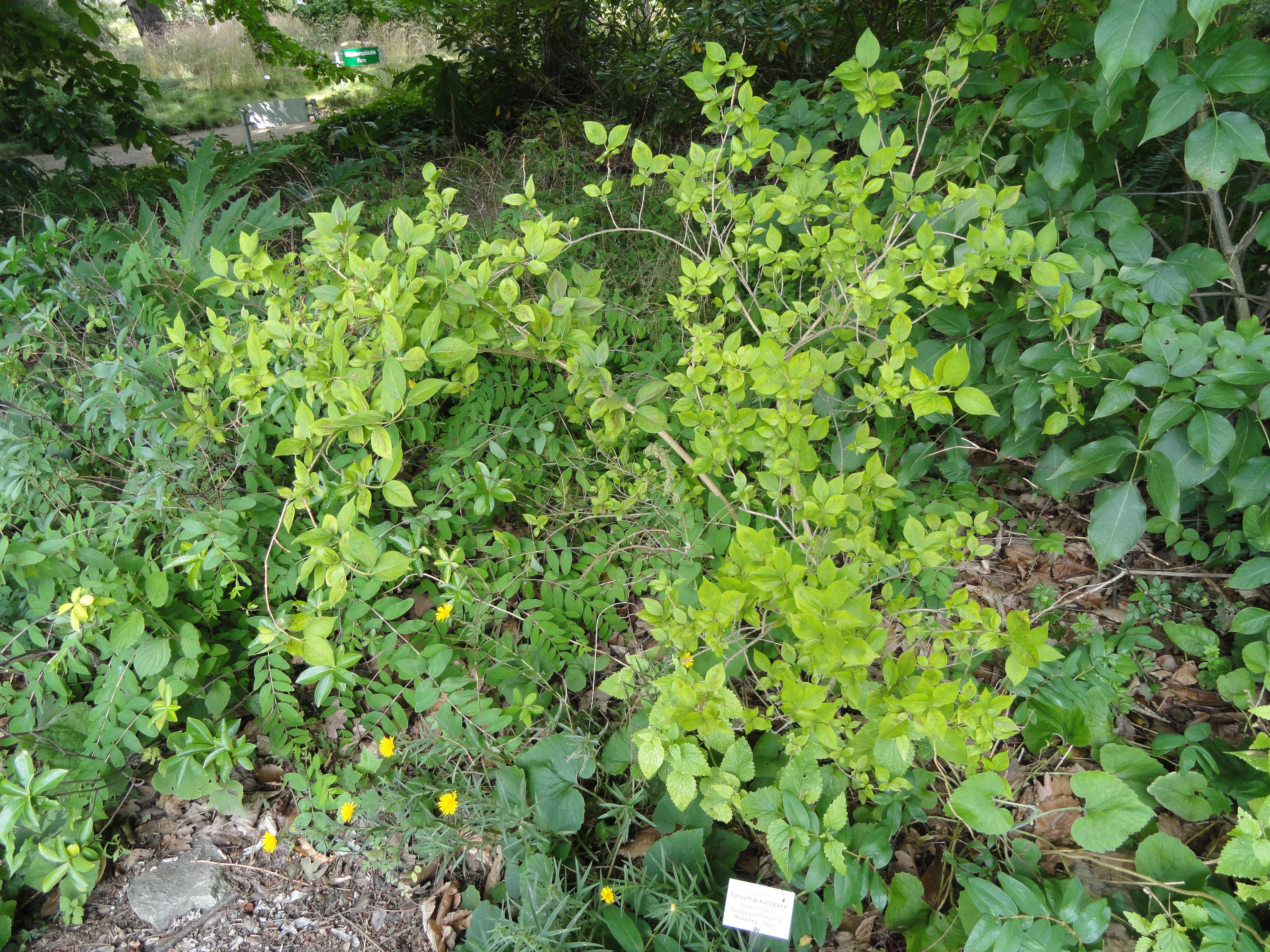
Forsythia europaea

Die Europäische Forsythie wächst als Strauch und erreicht Wuchshöhen von bis über 2,5 Metern. Die straff aufrechten Zweige besitzen eine hellbraune Rinde. Das Mark der Äste ist gekammert. 
Die gegenständig an den Zweigen angeordneten Laubblätter sind in Blattstiel und -spreite gegliedert. Der Blattstiel ist 4 bis 6 Millimeter lang. Die einfache Blattspreite ist 4 bis 7 Zentimeter lang, eiförmig bis eilanzettlich mit gerundeter bis spitzer Spreitenbasis sowie spitzem bis zugespitztem oberen Ende und ist meist ganzrandig oder mit wenigen kleinen Zähnen.

### Generative Merkmale
Die Europäische Forsythie ist heterostyl und distyl. Die kurz gestielten Blüten stehen achselständig meist einzeln, selten zu zweit oder dritt. Die Blüten erscheinen vor den Blättern. Die relativ kleinen, zwittrigen Blüten sind vierzählig mit doppelter Blütenhülle. Die vier grünen Kelchblätter sind breit-eiförmig und nur kurz. Es sind orange, streifige Saftmale innen in der Kronröhre vorhanden. Die vier gelben, kurz verwachsenen Kronblätter sind bei einer Länge von etwa 2 Zentimetern schmal-länglich oder eilanzettlich. Es sind 2 eingeschlossene Staubblätter vorhanden. Der Griffel des oberständigen, zweikammerigen Fruchtknotens trägt eine zweilappige Narbe. Die Europäische Forsythie blüht im April.
Es werden geschnäbelte, bis 1,5 Zentimeter lange, vielsamige, lokulizidale, kahle und holzige Kapselfrüchte gebildet.
Die Chromosomenzahl beträgt 2n = 28.

## Vorkommen
Das natürliche Verbreitungsgebiet liegt auf der Balkanhalbinsel von Serbien und Montenegro bis zum nördlichen Albanien. Damit ist sie die einzige Art außerhalb des ansonsten mit China, Korea und Japan relativ geschlossenen Verbreitungsgebietes der Gattung Forsythia.
Sie wächst in Steppen und Trockenwäldern auf trockenen bis frischen, schwach sauren bis stark alkalischen, sandigen, sandig-kiesigen oder sandig-lehmigen, nährstoffreichen Böden an sonnigen bis lichtschattigen Standorten. Die Europäische Forsythie ist nässeempfindlich, wärmeliebend und meist frosthart.

## Systematik
Die Europäische Forsythie (Forsythia europaea) ist eine Art aus der Gattung der Forsythien (Forsythia) in der Tribus Forsythieae innerhalb der Familie der Ölbaumgewächse (Oleaceae). Die Erstbeschreibung von Forsythia europaea erfolgte 1897 durch Árpád von Degen und Antonio Baldacci in der Oesterreichischen Botanischen Zeitschrift, Band 47, S. 406.

## Verwendung
Die Europäische Forsythie wird manchmal als Zierstrauch verwendet. Sie wird allerdings selten außerhalb von botanischen Sammlungen kultiviert.